# Безупречный (эсминец, 1949)
«Безупречный» — советский эскадренный миноносец проекта 30-бис Черноморского флота.

## Служба
Эсминец "Безупречный"  проекта 30-бис был зачислен в списки кораблей ВМФ 3 декабря 1947 года и 15 июля 1949 года был заложен на судостроительном заводе №445 (заводской № 1104). Спущен на воду 31 декабря 1949 года, вступил в строй 9 сентября 1950 года.  7 ноября 1950 года, подняв Военно-морской флаг, вошел в состав Черноморского флота.

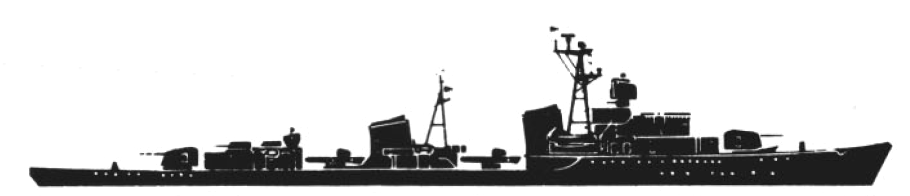
Проект 30-бис. Таблица распознавания НАТО, 1987

В составе Эскадры Черноморского флота. Бортовые номера 16, 378. 
3 мая 1962 года был выведен из боевого состава, законсервирован и поставлен на отстой. 14 марта 1975 года был разоружен и исключен из состава ВМФ в связи с передачей в ОФИ для демонтажа и разделки на металл.